# Pierre Nahon
Pour les articles homonymes, voir Nahon (homonymie).
Pierre Nahon, né le 30 décembre 1935 à Oran (Algérie) et mort le 9 septembre 2020 à Vence,, est un galeriste, collectionneur et marchand français d'art contemporain.

## Biographie
Pierre Nahon naît le 30 décembre 1935 à Oran. En 1936, sa famille s'installe à Paris.
Il achète à l'âge de 15 ans sa première œuvre, une aquarelle de Picabia.
Il rencontre Marianne Bayet, aspirante actrice, au début des années 1960, au retour de la guerre d'Algérie. Ils se marient en décembre 1960. Ils quittent en 1973 le monde de la publicité et de la production cinématographique pour se consacrer à l’art avec la création de la Galerie Beaubourg, près de l'emplacement du futur centre Pompidou. Galeriste débutant associé à Patrice Trigano, Pierre Nahon réussit en quelques mois à débaucher César et Arman.
En 1996, Pierre Nahon et sa femme sont l'objet d'un documentaire de Jean-Luc Léon intitulé Un marchand, des artistes et des collectionneurs, dans lequel il est question de l'argent dans le monde de l'art. Il estime ensuite se sentir trahi et victime du documentaire Le réalisateur assure quant à lui ne pas avoir eu l'intention de nuire.
Il meurt des suites d'une longue maladie le 10 septembre 2020 à l'âge de 84 ans.

## Artistes exposés
Pierre Nahon expose des artistes tels que Arman, César, Charles Matton, Jean Tinguely, Yves Klein, Niki de Saint Phalle, Daniel Spoerri, George Segal, Andy Warhol, Raymond Hains, Jacques Villeglé, Dado, Jean-Michel Basquiat, Joseph Beuys.
En juillet 2004, Pierre Nahon et sa femme vendent par Sotheby's leur collection du château de Notre-Dame-des-Fleurs à Vence, dans les Alpes-Maritimes. Les 19 et 20 mars 2019, une nouvelle vente est réalisée à la Galerie Charpentier.

## Ouvrages
- Venise, comme un miroir, Editions Galilée, 2016[11]
- César, l'âge de bronze, Editions Galilée, 2017[11]
- Dictionnaire amoureux illustré de l'art moderne et contemporain, Gründ, 2018[12]
- Persona Grata, Editions Galilée, 2019[13]

## Contribution
- 25 ans d’art vivant, Editions Galilée, 1986[11].